# Alexandre Kojève
Alexandre Kojève (Александр Владимирович Кожевников, Aleksandr Władimirowicz Kożewnikow; ur. 11 maja 1902 w Moskwie, zm. 4 czerwca 1968 w Brukseli) – francuski filozof i polityk, którego seminarium o Heglu, prowadzone w latach trzydziestych w Paryżu, ukształtowało kolejne pokolenia francuskich filozofów; uczęszczali na nie m.in.: Raymond Queneau, Georges Bataille, Maurice Merleau-Ponty, André Breton, Jacques Lacan i Raymond Aron. Jest autorem jednej z najbardziej wpływowych XX-wiecznych wykładni filozofii heglowskiej. Czerpał inspiracje m.in. z filozofii Marksa, Heideggera, myśli religijnej. Głosił tezę o końcu historii.

## Życiorys
Urodzony w 1902 r. w Moskwie jako Aleksandr Kożewnikow, pochodził z zamożnej rodziny. Jego wujem był malarz Wassily Kandinsky. Po rewolucji wyjechał z Rosji w 1920 r. Studiował filozofię w Niemczech, a po ukończeniu edukacji przeprowadził się do Francji. W nowym kraju zmienił nazwisko na Kojève. W latach 1933–1939 wykładał na paryskiej École Pratique des Hautes Études.
W latach 1930. był admiratorem polityki Stalina, choć jednocześnie zdawał sobie sprawę z brutalności władzy radzieckiej. Kojève uważał politykę uprzemysłowienia ZSRR za etap pośredni w transformacji Rosji w nowoczesne państwo. Jest autorem pojęcia końca historii, które zaadaptował i spopularyzował Francis Fukuyama.
Od 1945 r. do śmierci w roku 1968 Kojève pełnił szereg funkcji w departamencie handlu francuskiego ministerstwa gospodarki, począwszy od funkcji tłumacza aż po prowadzenie negocjacji międzynarodowych. Wraz z Bernardem Clappierem z ministerstwa gospodarki oraz Olivierem Wormserem z ministerstwa spraw zagranicznych miał duży wpływ na kształtowanie polityki francuskiej. Kojève miał duże zasługi dla procesu negocjacji traktatów rzymskich, przyczynił się do przełamania tendencji protekcjonistycznych i utworzenia europejskiego wspólnego rynku.
Odznaczony orderem Legii Honorowej.
W 1999 r. francuski dziennik Le Monde opublikował artykuł, wskazujący, iż Kojève mógł być agentem sowieckiego wywiadu.